# Parafia Trójcy Przenajświętszej w Olszynach
Parafia pw. Trójcy Przenajświętszej w Olszynach – parafia rzymskokatolicka należąca do dekanatu Piątnica, diecezji łomżyńskiej, metropolii białostockiej. Erygowana została w 1979 roku. Jest prowadzona przez księży diecezjalnych.

## Zasięg parafii
Do parafii należą wierni z następujących miejscowości: Olszyny, Nowe Bożejewo, Choszczewo, Kałęczyn, Guty, Olszyny-Kolonia, Taraskowo, Wyłudzin.